# Estadio Pedro Bidegain
El Estadio Pedro Bidegain, conocido popularmente como el Nuevo Gasómetro, es un recinto deportivo propiedad del Club Atlético San Lorenzo de Almagro, ubicado en la ciudad de Buenos Aires, Argentina. Localizado en la avenida Perito Moreno 2145, en el barrio de Flores, fue inaugurado el 16 de diciembre de 1993 con un partido amistoso entre San Lorenzo y Universidad Católica de Chile, que finalizó 2–1 a favor del equipo local.
Después de perder el antiguo estadio El Gasómetro y haber oficiado de local en otros recintos, San Lorenzo construyó su nueva sede en 52 semanas, inaugurada bajo la presidencia de Fernando Miele. Oficialmente llamado «Pedro Bidegain», en homenaje a quien fuera diputado nacional por la UCR y presidente del club, es popularmente conocido como el «Nuevo Gasómetro» por suceder al histórico estadio.
De todos los estadios del fútbol profesional argentino, hoy en día el Pedro Bidegain es el que posee el terreno de juego más grande con 110 metros de largo y 70 metros de ancho.

## Historia

### Partido inaugural
Fue un amistoso jugado el 16 de diciembre de 1993 entre San Lorenzo y el equipo chileno Universidad Católica, subcampeón de la Copa Libertadores de ese año. El local ganó por 2 a 1 con goles de Claudio Biaggio (21' PT) y Luis Fabián Artime (29' ST), para la visita empató transitoriamente Jorge Vázquez (41' PT).
- San Lorenzo de Almagro (2): Passet (Labarre); Arévalo (Simionato) y Escudero; Zandoná (Galeazzi), Cardinal (Netto) y Ballarino; García, Monserrat, Biaggio (Artime), Gorosito y Bennett (Rossi). DT: Héctor Veira.
- Universidad Católica (1): Toledo; Romero, López, Contreras (J. Gómez) y Tupper (Almada); R. Gómez, Parraguez, Lepe y Vázquez; Barrera y Tudor. DT: Ignacio Prieto.

El primer partido oficial jugado en dicho campo de juego fue San Lorenzo-Belgrano y el equipo azulgrana venció al conjunto cordobés por 1 a 0 con tanto marcado por Carlos Javier Netto.

### Nuevas obras

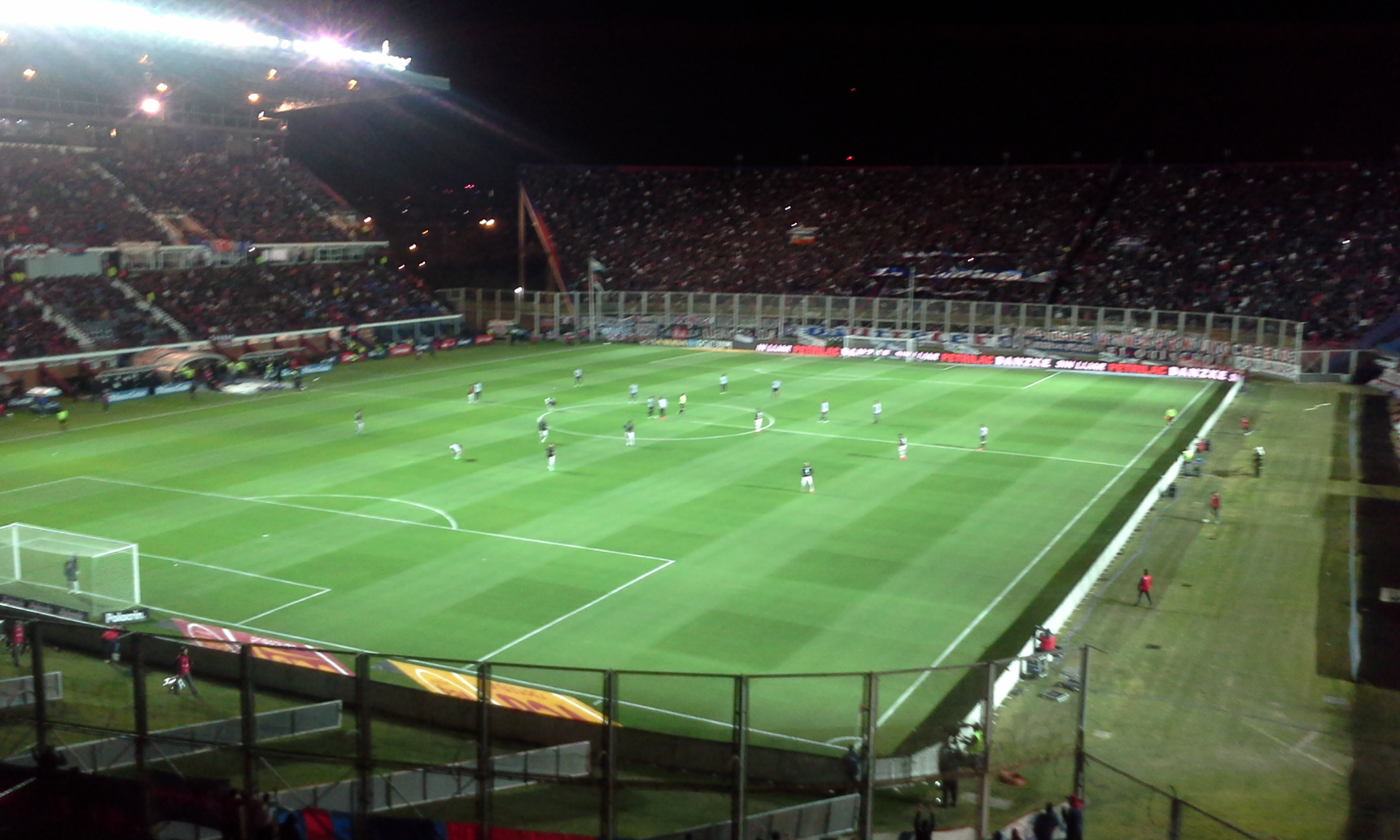
Estadio Pedro Bidegain durante un partido.

El estadio de San Lorenzo fue modificado varias veces desde su inauguración
En 1997, se comenzó con la ampliación de la Platea Sur mediante la construcción de los codos que unen la Popular Oeste y Este con la Platea Sur. Ese mismo año, se construyó el techo de la Platea Norte Alta y Baja.
En 2007, debido a la gran cantidad de socios que el club de Boedo logró, se construyó el semi-codo local uniendo la Popular Este con la Platea Norte, aumentando de esta forma la capacidad del estadio.
Además de estas obras, se construyeron baños nuevos y se renovaron la totalidad de las plateas Norte Alta y Baja como así también el casi 100% de las Plateas Sur.
En el año 2014 se le cambiaron las luces del estadio por unas led traídas desde Corea del Sur por la empresa LG, mejorando considerablemente la calidad de la iluminación del estadio.
Estas luces son ideales para transmisiones en alta definición, a su vez, ahorran más energía que la vieja iluminación y contaminan menos al medioambiente.
Entre el año 2015 y 2016 se realizaron remodelaciones varias en el estadio, el club firmó un contrato con la empresa de relojes Hublot y construyó un nuevo palco presidencial. Por otro lado se remodelaron los vestuarios, una nueva sala de prensa en el sector de la platea Norte, como también la oficinas de intendencia del club. Además de esto se construyeron debajo de la platea Sur una cancha de baloncesto para el plantel profesional y una confitería. Sumado pintura general y obras en el sector de acceso al estadio.

## Características generales
- Dirección: Av Gral Francisco Fernández de la Cruz, entre Av. Perito Moreno y Av. Varela (Flores). Ciudad de Buenos Aires. Argentina.

### Transporte público
Los medios de transporte público (10 cuadras a la redonda) que se acercan al estadio son: 
- Colectivos: 23 42 44 46 50 76 101 132 143 150 193
- Tren: Estación Villa Soldati, Línea Belgrano Sur.
- Premetro: Estaciones Balbastro, Ana María Janer (anteriormente Fuerza Aérea) y Francisco Fernández de la Cruz.

### Capacidad
Capacidad aproximada del estadio actualmente: 47.964.

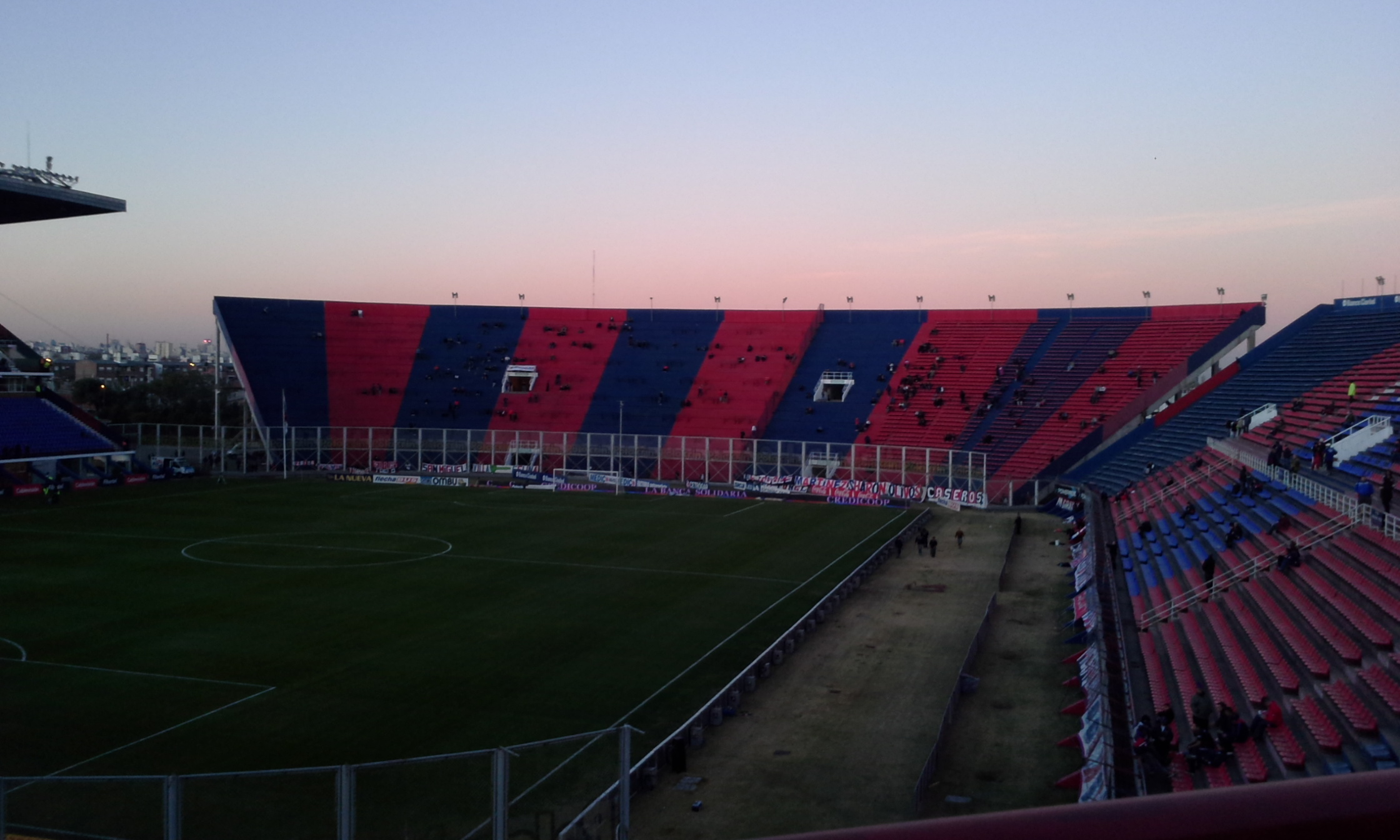
Platea este del Pedro Bidegain.

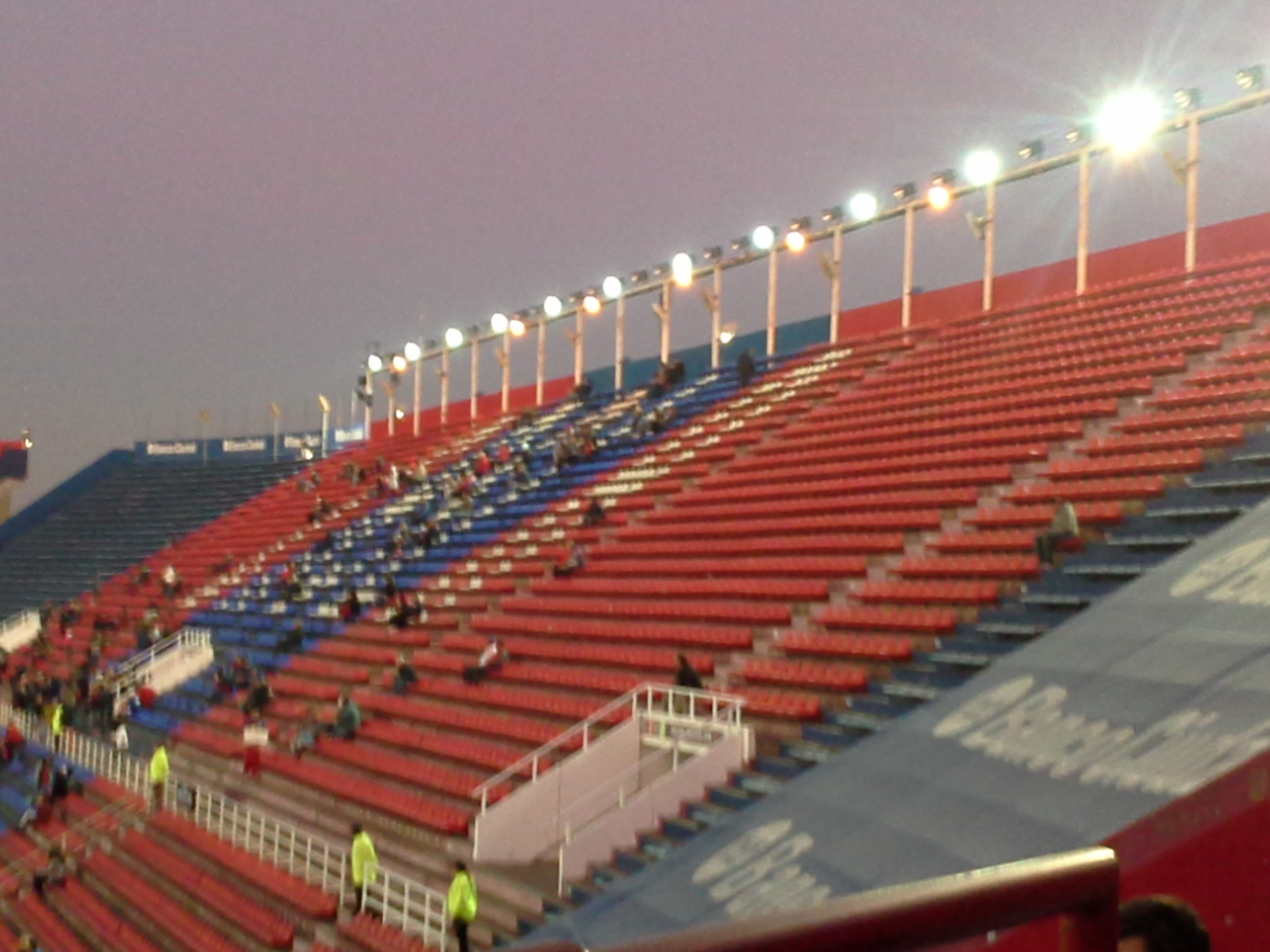
Platea sur del Pedro Bidegain.

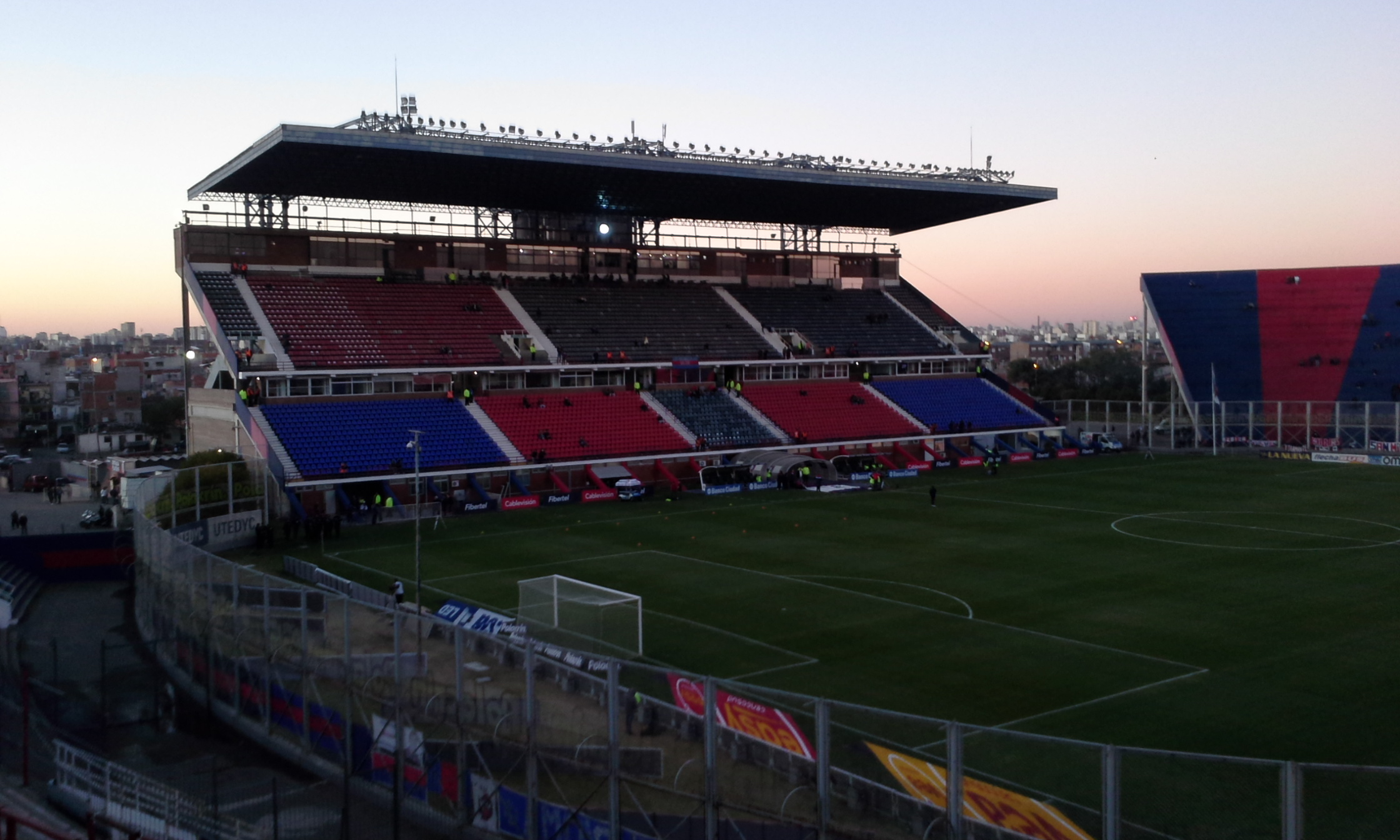
Platea norte del Pedro Bidegain.

- Platea Norte Alta: 3026 espectadores
  - Sector A: 104
  - Sector B: 916
  - Sector C: 986
  - Sector D: 916
  - Sector E: 104
- Platea Norte Baja: 2352 espectadores
  - Sector F: 532
  - Sector G: 518
  - Sector O: 252
  - Sector H: 518
  - Sector I: 532
- Platea Sur: 9498 espectadores
  - Sector J: 1761
  - Sector K: 2.769
  - Sector L: 320
  - Sector M: 2886
  - Sector N: 1762
- Popular Este: 18.588 espectadores
  - Sector P: 4088
  - Popular: 14500
- Popular Oeste: 13.491 espectadores
  - Sector Q: 6991
  - Popular: 6500

- Capacidad Total: 47.964 espectadores

## Eventos importantes

### Fútbol

#### Competiciones internacionales a nivel confederativo e interconfederativo
| N.º | Fecha                   | Final de competición     | Local       | Res. | Visitante         | Asistencia |
| --- | ----------------------- | ------------------------ | ----------- | ---- | ----------------- | ---------- |
| 1   | 24 de enero de 2002     | Copa Mercosur 2001       | San Lorenzo | 1:1  | Flamengo          | –––––      |
| 2   | 1 de noviembre de 1967  | Copa Sudamericana 2002   | San Lorenzo | 0:0  | Atlético Nacional | 40 779     |
| 3   | 13 de junio de 1988     | Copa Libertadores 2014   | San Lorenzo | 1:0  | Nacional          | 43 900     |
| 4   | 25 de noviembre de 1992 | Recopa Sudamericana 2015 | San Lorenzo | 0:1  | River Plate       | 40 000     |

#### Partidos internacionales
| N.º | Fecha                              | Competición | Local       | Res. | Visitante | Asistencia |
| --- | ---------------------------------- | ----------- | ----------- | ---- | --------- | ---------- |
| 1   | 17 de junio de 2011, 10:00 (UTC-3) | Amistoso    | San Lorenzo | 2:2  | Bolivia   | –––––      |
| 2   | 31 de mayo de 2014, 20:00 (UTC-3)  | Amistoso    | Colombia    | 5:0  | Senegal   | –––––      |
| 3   | 6 de junio de 2014, 18:00 (UTC-3)  | Amistoso    | Colombia    | 7:1  | Jordania  | –––––      |